# Sessão Desenho
Sessão Desenho foi um programa de televisão infantil de desenhos animados brasileiro produzido e exibido pelo SBT, entre 20 de agosto de 1981 e 23 de março de 2007. Voltou a ser exibido em 2 de setembro de 2018, saindo do ar em 3 de março de 2019.
Trata-se do primeiro programa infantil e também, o mais longevo (antigo) da emissora, antes do Bom Dia & Companhia.

## História do Programa
Sessão Desenho foi criado em 1981 quando a emissora surgiu, sendo exibido das 8 da manhã até ao meio dia. Na época, não tinha apresentadores e os desenhos eram exibidos espontaneamente. Transmitia desenhos animados clássicos como: Pica-Pau, Zé Colmeia, Speed Racer e Tom & Jerry. Ficou no ar no canal até 1988 quando, sem cerimônias, voltou ao ar no mesmo ano.
Em 1991, o programa substituiu o programa "Bozo" e passou a ser apresentado pela Vovó Mafalda interpretado por Valentino Guzzo. No ano seguinte, com o fim do programa Festolândia, também foi apresentado por Eliana. Em 1993, com a ida de Eliana para o Bom Dia & Companhia, o programa passou a ser apresentado somente pela Vovó Mafalda. 
Entre os anos 1995 e 1997, o programa ganhou um cenário rural no comando da Vovó Mafalda, passando a se chamar "Sessão Desenho no Sítio da Vovó". Após alguns meses, Vovó Mafalda saiu do programa, passando a ser exibido em diversos horários. Sua última exibição foi em 23 de março de 2007, quando cedeu o horário para o Carrossel Animado, saindo do ar juntamente do programa A Hora Warner.
O programa retornou em 2 de setembro de 2018 como um tapa buraco, após o fim do programa Mundo Disney sendo exibido aos domingos das 11h as 13h. Inicialmente, o programa era transmitido sem usar logo, deixando os desenhos animados soltos na programação, sendo acrescentado na semana seguinte. Em 03 de março de 2019, o programa foi exibido pela última vez, já que a partir do dia 10, o Domingo Legal, que voltou a ser exibido a partir das 11:00 da manhã.